# Greatest Hits: Decade Number 1
Greatest Hits: Decade #1 es el primer álbum de grandes éxitos de la cantante estadounidense de música country Carrie Underwood, lanzado el 9 de diciembre de 2014, por Arista Nashville. Un disco doble, el lanzamiento contiene material de cuatro discos de estudio de Carrie: Some Hearts (2005), Carnival Ride (2007), Play On (2009) y Blown Away (2012). Dos canciones recién grabadas se incluyeron: «Little Toy Guns» y el primer sencillo, «Something in the Water» de la compilación, que fue lanzado el 29 de septiembre de 2014. El álbum también contiene cuatro temas adicionales.

## Sencillos
«Something in the Water» fue el primer sencillo de la compilación. La canción fue escrita por Carrie junto con Chris DeStefano y Brett James, y producido por el veterano productor de Carrie Mark Bright. También cuenta con un sample de «Amazing Grace» al final de la canción, cantada por Carrie. Se convirtió en un suceso de crossover, después de haber cubierto la Billboard Hot Country Songs durante cinco semanas y Hot Christian Songs durante catorce semanas consecutivas. También alcanzó el número 24 en la lista Billboard Hot 100. En enero de 2015, Carrie anunció planes para lanzar «Little Toy Guns» como el segundo sencillo de la compilación. La canción fue lanzada a la radio country el 16 de febrero de 2015. La canción previamente alcanzó el puesto número 40 en la lista Hot Country Songs de Billboard en diciembre de 2014.

## Lista de canciones
Todas las canciones producidas por Mark Bright, excepto donde se indique.

| Disco 1 |                                          |                                                |               |          |  |
| N.º     | Título                                   | Escritor(es)                                   | Productor(es) | Duración |  |
| 1.      | «Something in the Water»                 | Carrie Underwood, Chris DeStefano, Brett James | Mark Bright   | 3:58     |  |
| 2.      | «Little Toy Guns»                        | Underwood, DeStefano, Hillary Lindsey          | Bright        | 3:31     |  |
| 3.      | «Inside Your Heaven»                     | Andreas Carlsson, Pelle Nylén, Savan Kotecha   | Desmond Child | 4:04     |  |
| 4.      | «Jesus, Take the Wheel»                  | Lindsey, James, Gordie Sampson                 | Bright        | 3:46     |  |
| 5.      | «Don't Forget to Remember Me»            | Ashley Gorley, Morgane Hayes, Kelley Lovelace  | Bright        | 4:00     |  |
| 6.      | «Before He Cheats»                       | Josh Kear, Chris Tompkins                      | Bright        | 3:20     |  |
| 7.      | «Wasted»                                 | Lindsey, Marv Green, Troy Verges               | Bright        | 4:34     |  |
| 8.      | «So Small»                               | Underwood, Lindsey, Luke Laird                 | Bright        | 3:46     |  |
| 9.      | «All-American Girl»                      | Underwood, Gorley, Lovelace                    | Bright        | 3:33     |  |
| 10.     | «Last Name»                              | Underwood, Lindsey, Laird                      | Bright        | 4:02     |  |
| 11.     | «Just a Dream»                           | Lindsey, Sampson, Steve McEwan                 | Bright        | 4:45     |  |
| 12.     | «I Told You So» (featuring Randy Travis) | Randy Travis                                   | Bright        | 4:17     |  |

| Disco 2 |                                                                                       |                                                     |               |          |  |
| N.º     | Título                                                                                | Escritor(es)                                        | Productor(es) | Duración |  |
| 1.      | «Cowboy Casanova»                                                                     | Underwood, James, Mike Elizondo                     | Bright        | 3:56     |  |
| 2.      | «Temporary Home»                                                                      | Underwood, Laird, Zac Maloy                         | Bright        | 4:28     |  |
| 3.      | «Undo It»                                                                             | Underwood, Laird, Kara DioGuardi, Marti Frederiksen | Bright        | 2:57     |  |
| 4.      | «Mama's Song»                                                                         | Underwood, Laird, DioGuardi, Frederiksen            | Bright        | 4:01     |  |
| 5.      | «Remind Me» (duet with Brad Paisley)                                                  | Paisley, Lovelace, Chris DuBois                     | Frank Rogers  | 4:14     |  |
| 6.      | «Good Girl»                                                                           | Underwood, DeStefano, Gorley                        | Bright        | 3:25     |  |
| 7.      | «Blown Away»                                                                          | Kear, Tompkins                                      | Bright        | 4:00     |  |
| 8.      | «Two Black Cadillacs»                                                                 | Underwood, Kear, Lindsey                            | Bright        | 4:58     |  |
| 9.      | «See You Again»                                                                       | Underwood, Lindsey, David Hodges                    | Bright        | 4:07     |  |
| 10.     | «How Great Thou Art» (dueto con Vince Gill) (Live from ACM Presents: Girls Night Out) | Carl Gustav Bobert, Stuart Hine                     |               | 4:47     |  |
| 11.     | «So Small» (Writing Session Worktape 1/24/07)                                         | Underwood, Lindsey, Laird                           |               | 4:07     |  |
| 12.     | «Last Name» (Writing Session Worktape 1/22/07)                                        | Underwood, Lindsey, Laird                           |               | 4:00     |  |
| 13.     | «Mama's Song» (Writing Session Worktape 2/5/09)                                       | Underwood, Laird, DioGuardi, Frederiksen            |               | 3:51     |  |

## Posicionamiento en listas
| Listas (2014)                                | Mejor posición |
| -------------------------------------------- | -------------- |
| Australia (ARIA)                             | 49             |
| Canadá (Billboard Canadian Albums)           | 15             |
| Reino Unido Albums (OCC)                     | 113            |
| Reino Unido Country Compilation Albums (OCC) | 2              |
| Estados Unidos (Billboard 200)               | 4              |
| Estados Unidos (Top Country Albums)          | 1              |